# Mariano d’Ayala
Mariano d’Ayala (* 14. Juni 1808 in Messina; † 26. März 1877 in Neapel) war ein italienischer Militär, Politiker und Schriftsteller.
Der Freimaurer und Soldat stand in den Diensten der Bourbonen und des Hauses Savoyen und wurde später Senator des Königreichs. Er ist Verfasser zahlreicher Werke, insbesondere zur Militärgeschichte, darunter eine Bibliografia militare-italiana antica e moderna.

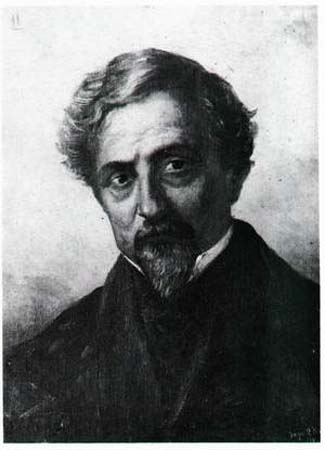
Mariano d’Ayala

## Werke
- Memorie storico-militari dal 1734 al 1815, Napoli: tip. di F. Fernandes, 1835
- Le vite de’ più celebri capitani e soldati napoletani dalla giornata di Bitonto fino a’ dì nostri, di Mariano d’Ayala. Napoli: Stamperia dell’Iride, 1843 (Google libri)
- Napoli militare, Napoli: Stamperia dell’Iride, 1847 (Google libri)
- Biografia di Giuseppe barone Rosaroll, maresciallo di campo napolitano, Napoli: Tipografia G. Cannavacciuoli, 1848
- Degli eserciti nazionali, Firenze: Tipografia Italiana, 1850
- Poerio Alessandro (1808-1848): Poesie edite e postume la prima volta raccolte con cenni intorno alla sua vita per Mariano D’Ayala. Le Monnier, Firenze, 1852
- Bibliografia militare-italiana antica e moderna, di Mariano d’Ayal. Dalla stamperia reale, 1854 (Digitalisat)
- I piemontesi in Crimea, Firenze: Società editrice (Firenze: Barbera, Bianchi e C.), 1858
- Degl’ingegneri militari italiani dal Secolo XIII al XVIII. Memoria storica. Tip. Galileiana, Firenze, 1869. Estratto dell’Archivio Storico Italiano, III Serie, T. IX, P. II.
- Vite degl’italiani benemeriti della libertà e della patria, Firenze: Coi tipi di M. Cellini, 1868. Edizione postuma a cura dei figli: Vite degl’italiani benemeriti della libertà e della patria, uccisi dal carnefice, Roma ecc.: Fratelli Bocca, 1883
- I Liberi Muratori di Napoli nel secolo XVIII, in Archivio storico per le Provincie napoletane, XXIII, 1898, pp. 84 e succ.